# Estipulación (derecho romano)
En derecho romano, la estipulación (en latín stipulatio) consiste en una pregunta que es formulada por el estipulante a otra persona, la cual contesta congruentemente, quedando obligada por su promesa, es decir, el estipulante se hace acreedor mientras que el promitente se vuelve deudor. Era la forma más ordinaria de generar una obligación entre un acreedor y un deudor.
Es necesario distinguir la situación existente en la época arcaica del derecho romano de la época del procedimiento formulario en materia de acciones que nacen de la estipulación. En la etapa histórica de las legis actiones, la estipulación «certi» se hallaba sancionada por la legis actio per condictionem, mientras que la estipulación «incerti» estaba protegida por la legis actio per iudicis postulationem.

## Superposición de estipulaciones
Lo que ya es objeto de una deuda no puede volver a ser prometido, de tal modo que las estipulaciones que se superpongan a una obligación anterior y mediante las cuales se promete lo mismo que el deudor ya debía devienen ineficaces. Esto tiene su razón de ser en que 

### Novatio
La novación es una forma de superposición de una estipulación a una obligación. Es un modo de extinción de la obligación anterior. Sus requisitos son:
Forma estipulatoria,
Igualdad de objeto y un, elemento nuevo.
Así, los supuestos de novación son:
Cambio de causa, Elemento accidental, Delegación y Expromisión.